# Molat (wyspa)
Molat (wł. Melada) – wyspa w Dalmacji, w północnej części Archipelagu Zadarskiego, położona na południowy wschód od wyspy Ist i na północ od wyspy Dugi Otok. Jej powierzchnia wynosi 22,18 km², a długość linii brzegowej 51,59 km. Najwyższe wzniesienie to Knizak (142 m n.p.m.). Na wyspie znajdują się trzy miejscowości: Molat, Zapuntel i Brgulje. Od 1151 wyspa stanowiła własność zakonu benedyktynów z klasztoru Sv. Krševana, od 1409 pod władaniem Wenecjan. W czasie II wojny światowej, w latach 1941–1943 był tutaj włoski obóz koncentracyjny.